# Quadro strumenti (auto)
Il quadro strumenti o quadro, impropriamente detto cruscotto, di un autoveicolo e di un motoveicolo è lo strumento atto alla raccolta delle informazioni sullo stato del veicolo.

## Struttura

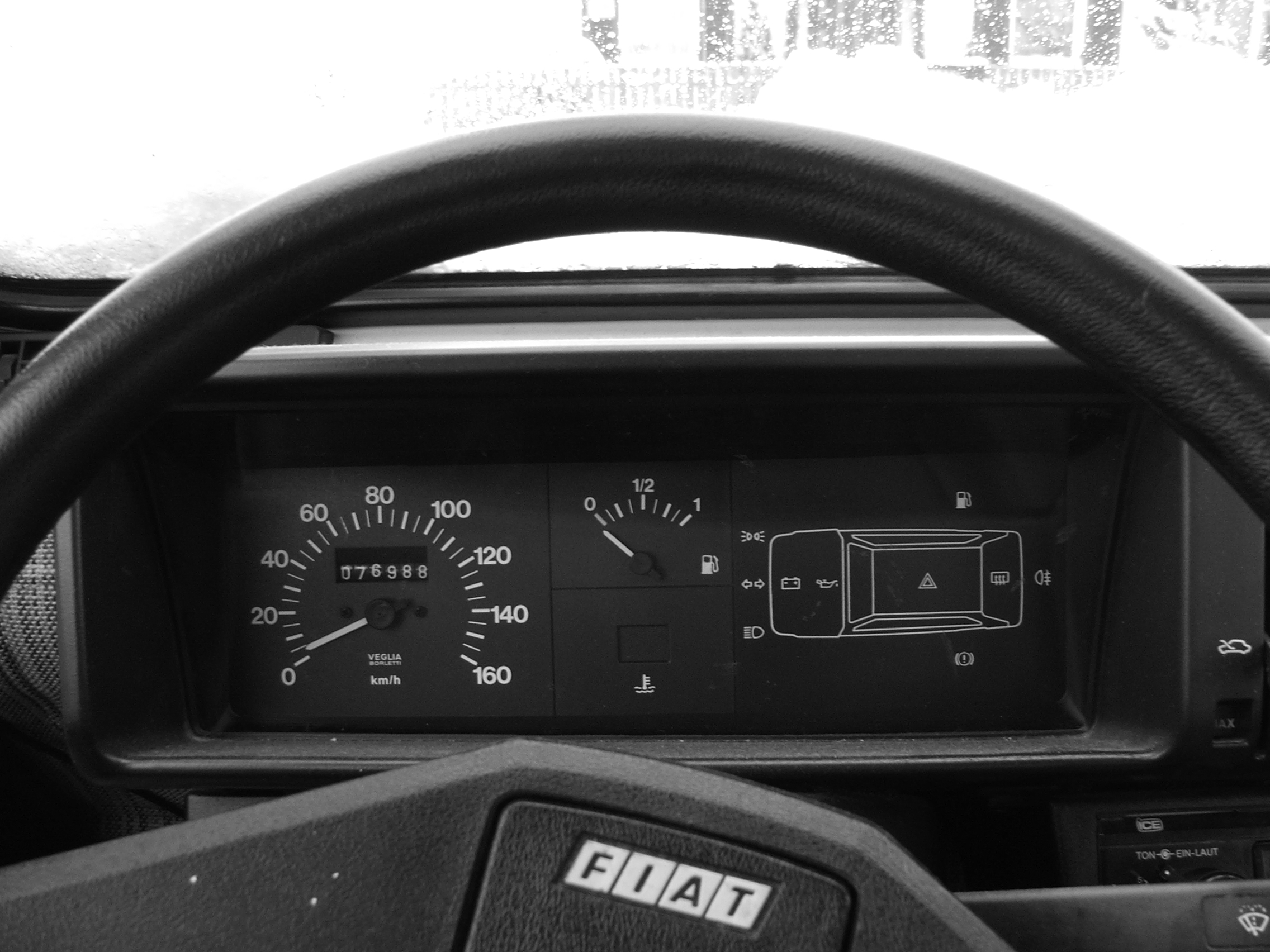
Quadro strumenti di una Fiat Panda degli anni 80

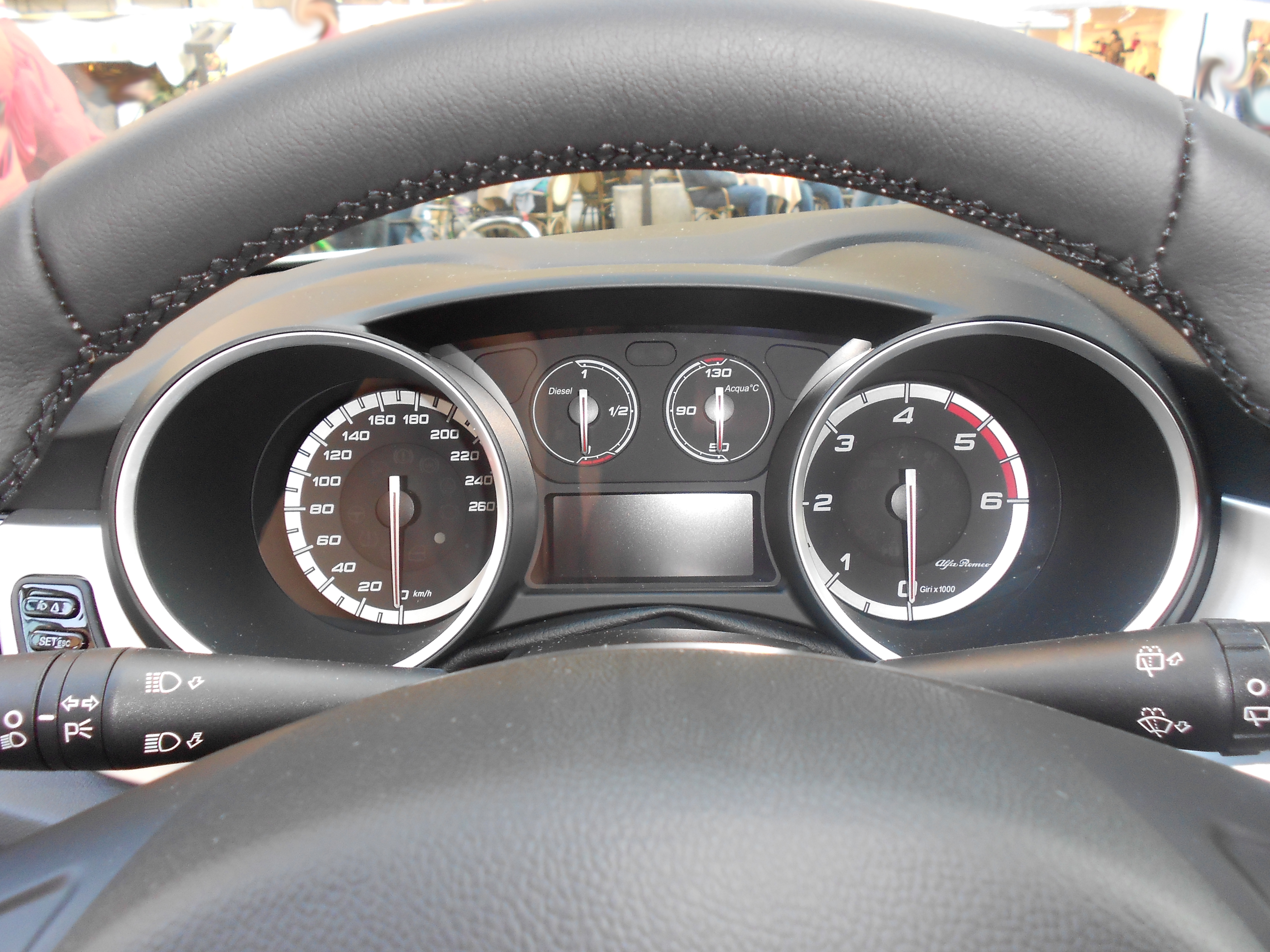
Quadro strumenti analogico di una moderna Alfa Romeo Giulietta

Il quadro strumenti è generalmente composto da due elementi principali:
- Tachimetro - Consente di vedere la velocità istantanea del veicolo; è obbligatorio per legge nelle nazioni dove la velocità dei mezzi è regolamentata.
- Contagiri - Consente di vedere quanti giri al minuto compie l'albero motore in ogni istante

Oltre a questo, esistono altri elementi:
- Un indicatore del carburante residuo
- Un indicatore della temperatura del liquido di raffreddamento del motore
- Un orologio
- Un odometro (o contachilometri) totale, che consente di vedere la distanza totale percorsa dal veicolo nella sua vita operativa
- Un odometro parziale, che può essere azzerato a discrezione del conducente e visualizza la distanza percorsa dall'ultimo azzeramento

Alcuni veicoli quali autocarri, autobus, fuoristrada e alcune vetture solitamente ospitano nel quadro ulteriori indicatori ritenuti utili per lo svolgimento efficiente e in sicurezza delle loro funzioni:
- Indicatore della pressione dell'olio motore
- Indicatore della temperatura dell'olio motore
- Indicatori della temperatura dell'olio dei differenziali
- Indicatore della temperatura dell'olio della scatola del cambio
- Indicatore della tensione della batteria
- Indicatori della pressione dei circuiti pneumatici
- Indicatori del carico sulle sospensioni
- Indicatore della pressione dell'aria nel filtro dell'aria
- Indicatore della pressione di sovralimentazione prodotta dal turbocompressore o dal compressore volumetrico

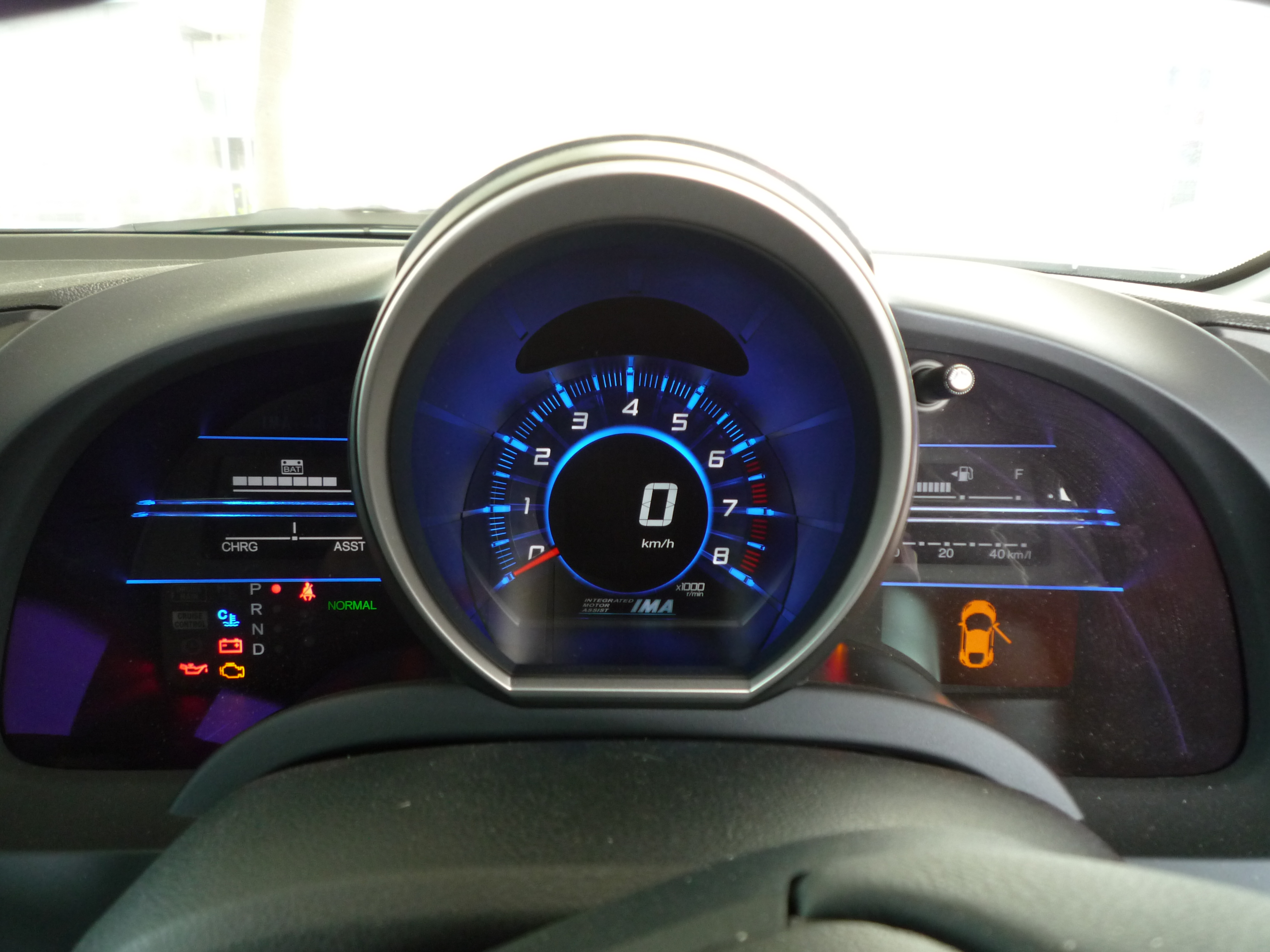
Quadro strumenti digitale di una Honda CR-Z

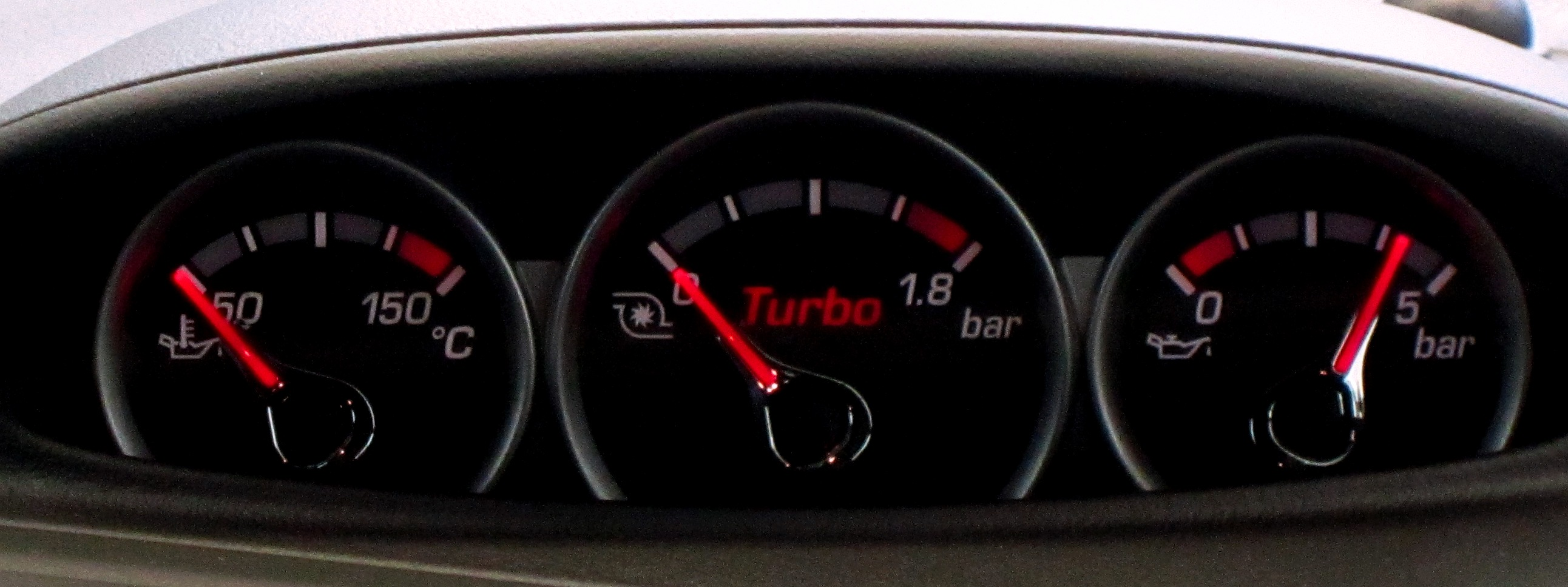
Dettaglio del quadro strumenti aggiuntivo, posto al di fuori del cruscotto, di una Ford Focus RS

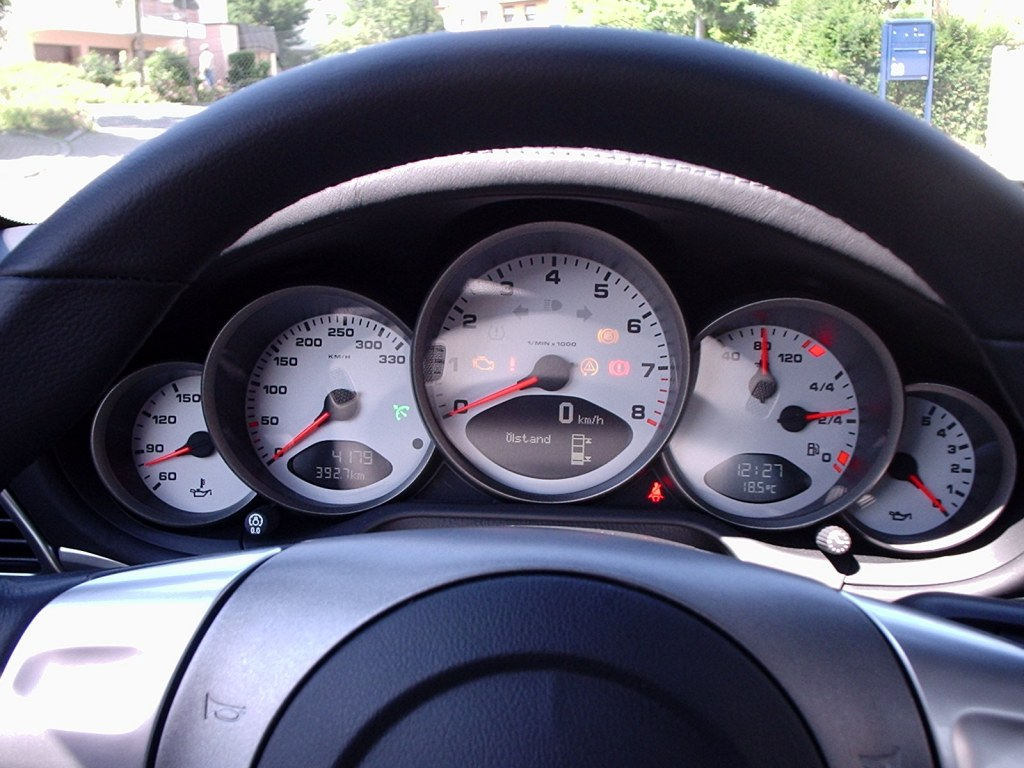
Quadro strumenti di una Porsche 997 Carrera S del 2005; i 5 strumenti circolari sono un tratto caratteristico

Nel quadro strumenti può essere integrato il computer di bordo.
Ad eccezione del tachimetro, del contagiri, dell'odometro totale e in genere dell'indicatore del carburante, tutti gli altri strumenti possono essere presenti o assenti, combinati e disposti secondo la tradizione della casa costruttrice, la funzione e il segmento del veicolo e il livello di allestimento dello stesso. L'odometro totale è l'unico strumento sempre in formato digitale per ragioni di leggibilità, dovendo mostrare percorrenze che possono arrivare a milioni di chilometri o di miglia con un dettaglio elevato e uno scarto minimo. Tutti gli altri indicatori possono essere digitali (cristalli liquidi), analogici (a lancetta) oppure digitali ma con una visione simile a quella degli strumenti analogici (linee o curve). Esistono vetture che utilizzano display digitali per mostrare informazioni con interfaccia personalizzata digitale o analogica, come la simulazione di uno strumento analogico (ad esempio la Mercedes Classe S); quest'ultimi quadri strumenti permettono anche di variare dinamicamente le zone di avviso o rischio degli strumenti, come per esempio la zona rossa del contagiri, che può essere portata ad un regime inferiore a motore freddo.
Esistono anche casi in cui non è presente il classico quadro strumenti: ad esempio la Tesla Model 3 e la Tesla Model Y hanno un cruscotto che presenta come unico elemento uno schermo tattile montato al centro, dal quale si controllano tutti gli aspetti e si azionano tutti i comandi del veicolo.

## Collocazione
Il quadro strumenti deve essere immediatamente leggibile in ogni momento. A bordo di un autoveicolo può essere collocato dietro il volante oppure al centro della plancia. Sui motoveicoli può essere integrato nel manubrio o fissato alla parte più avanzata del telaio.

## Le spie
Il quadro strumenti è corredato da una serie di spie luminose che servono per indicare lo stato del veicolo e gli strumenti del veicolo attivi.
Le spie hanno diversi colori:
- Verde
- Ambra (giallo/arancione)
- Rosso
- Blu

Ogni spia ha sempre lo stesso colore, uguale su tutti i veicoli, a seconda del suo significato.
Di seguito vengono elencate le spie principali.

### Spie verdi
| Simbolo | Descrizione |
| ------- | --- |
|         | La spia lampeggia quando è attivo uno degli indicatori di direzione. Spesso lampeggia solo una delle due frecce, a seconda dell'indicatore attivo.Viene in genere accompagnata da un ticchettio allo stesso ritmo del lampeggio. |
|         | È una variante della spia degli indicatori di direzione. Essa si trova specialmente negli autotreni e negli autoarticolati e lampeggia quando un indicatore di direzione del rimorchio è acceso.                                 |
|         | La spia si accende quando le luci di posizione sono accese. A volte è sostituita dalla spia delle luci anabbaglianti. |
|         | La spia si accende quando i fari anabbaglianti sono inseriti. Spesso non viene inserita o sostituita da quella delle luci di posizione.                                                                                          |
|         | La spia si accende quando il fendinebbia è attivo. In alcuni veicoli la spia non compare nel quadro strumenti, ma il pittogramma è riportato sul tasto corrispondente.                                                           |

### Spie ambra
| Simbolo | Descrizione |
| ------- | --- |
|         | La spia si accende quando il livello del carburante è al minimo. Talvolta può essere accompagnata da un avviso sonoro. |
|         | Un'illuminazione intermittente della spia suggerisce un difetto del sistema di accensione, mentre un'illuminazione fissa indica un malfunzionamento del motore, che potrebbe essere riconducibile a problemi nel sistema di iniezione o nel catalizzatore. |
|         | La spia indica che il sistema di pre-riscaldamento nei motori diesel è in funzione. |
|         | La spia si accende quando il lunotto termico è in funzione. Talvolta la spia è assente nel quadro strumenti, ma è riportata sul pulsante di comando. |
|         | La spia si accende quando il retronebbia è attivato. Talvolta la spia è assente nel quadro strumenti, ma è riportata sul pulsante di comando. |

### Spie rosse
| Simbolo | Descrizione |
| ------- | --- |
|         | Indica l'accensione contemporanea di tutti gli indicatori di direzione (le cosiddette doppie frecce oppure quattro frecce), utilizzata per segnalare situazioni di emergenza. Generalmente, la spia lampeggia in contemporanea con quella dell'indicatore di direzione. In alcuni veicoli viene a volte omessa, oppure è presente sul pulsante di comando delle doppie frecce ma non nel quadro. |
|         | Indica che l'alternatore non sta ricaricando la batteria. |
|         | Indica una pressione insufficiente nel circuito di lubrificazione del motore. |
|         | Segnala il surriscaldamento del liquido refrigerante. In alcuni veicoli è affiancata o sostituita da un termometro. |
|         | Segnala un'insufficiente pressione nel circuito frenante, dovuta all'assenza di liquido, ed in genere indica anche l'inserimento del freno di stazionamento. |
|         | La spia si accende quando il freno di stazionamento è attivato o malfunzionante. Spesso è sostituita da quella descritta sopra. |
|         | Segnala l'apertura o la chiusura non corretta di una o più portiere. |
|         | La spia indica che il conducente non ha allacciato correttamente la cintura di sicurezza; nei veicoli più moderni si accende anche se ad avere la cintura slacciata è il passeggero anteriore ed è in genere accompagnata da un cicalino. |

### Spie blu
| Simbolo | Descrizione                                   |
| ------- | --------------------------------------------- |
|         | Segnala l'inserimento delle luci abbaglianti. |